# Ariano Suassuna
Ariano Vilar Suassuna (João Pessoa, 16 giugno 1927 – Recife, 23 luglio 2014
) è stato un drammaturgo, poeta e scrittore brasiliano.
Ideologo del Movimento Amorial e autore di romanzi come Auto da compadecida e O Romance d'A Pedra do Reino e o Príncipe do Sangue do Vai-e-Volta, fu un diffusore della cultura del Nordest.

## Biografia
Nato nel 1927 a João Pessoa, quando si chiamava ancora Cidade de Parahyba, era figlio di Cássia Vilar e João Suassuna, politico del Partido Republicano da Paraíba. All'età di un anno seguì la famiglia che si era spostata nel Sertão Paraibano, nella Fazenda Acauã, ad Aparecida da Paraíba.
Dopo l'assassinio del padre, si trasferì con la famiglia a Taperoá, rimanendovi fino al 1937. Qui compì i primi studi, terminati nel 1945 al Ginásio Pernambucano, al Colégio Americano Batista e al Colégio Osvaldo Cruz. Laureatosi nel 1950 in giurisprudenza, fu avvocato sino al 1956, quando divenne docente di estetica all'Universidade Federal de Pernambuco dal 1956 al 1994 e assessore alla cultura dello Stato di Pernambuco e collaboratore del governatore Eduardo Campos dal 1994-1998. Seppe fondere nei suoi drammi motivi di denuncia sociale e di folklore popolare. Romanziere picaresco, ebbe le sue opere tradotte in inglese, francese, tedesco, olandese, italiano e polacco

## Opere

### Teatro
- Auto da compadecida (1955)
- O Castigo da Soberba (1960)
- O Casamento Suspeitoso (1961)
- A Caseira e a Catarina (1962)
- Uma Mulher Vestida de Sol (1964)
- O Rico Avarento (1964)
- O Santo e a Porca (1964)
- Pena e a Lei (1974)
- A Farsa da Boa Preguiça (1982)

### Poesia
- O pasto incendiado (1945-1970)
- Ode (1955)
- Sonetos com mote alheio (1980)
- Sonetos de Albano Cervonegro (1985)
- Poemas (antologia) (1999)

### Narrativa
- A História de amor de Fernando e Isaura, (1956)
- O Romance d'A Pedra do Reino e o Príncipe do Sangue do Vai-e-Volta, (1971)
- História d'O Rei Degolado nas caatingas do sertão /Ao sol da Onça Caetana, (1976)